# Е (кириллица)
Е, е (название: е; в украинском и некоторых других алфавитах название буквы произносится как э) — буква всех современных кириллических алфавитов. В русском, белорусском, болгарском алфавитах — шестая по счёту, в украинском, сербском и македонском — седьмая; используется также в алфавитах некоторых неславянских языков. В старо- и церковнославянской азбуках является шестой по порядку и называется «ѥстъ» и «есть» соответственно; в кириллице выглядит как  и имеет числовое значение 5, в глаголице — как  и имеет числовое значение 6. Буква развилась из греческой буквы эпсилон (Ε, ε) (для глаголического начертания имеются также версии, связанные с семитскими письменностями). Со времён введения гражданского шрифта в 1707—1711 годах используется в форме, тождественной с латинским E, e. Ранее для строчной печатной буквы применялись только разомкнутые начертания: узкое е, в виде квадратной Е, и широкое е, в виде округлой удлинённой Є (использовалась только в начале слова и в некоторых грамматических формах, иногда после гласных). Малая печатная и рукописная е развилась в старорусской скорописи в XVII веке, до этого она была близка по форме либо к є, либо к строчной греческой букве эпсилон ε.
Вторая по распространённости (после О) буква русского алфавита.

## Произношение
Звуковое значение в русском языке зависит от положения в слове и ударения:
- в начале слова, после гласных и разделительных знаков под ударением обозначает пару звуков [йэ], в первом предударном слоге редуцируется до [йие], в остальных безударных слогах — до [йь][4];
- после гласных в словах проект, проецировать, интроекция, интервьюер, Ситроен, пациент, коэффициент, спаниель, риелтор под ударением возможно произношение без [й];
- после согласных в исконно русских словах обозначает смягчение предыдущей согласной и звук [э] (под ударением), [ие] (в первом предударном слоге) или [ь] (в прочих безударных слогах);
- после ж, ш и ц, во многих заимствованных словах, наподобие темп, модель, энергия, шоссе, кузен, пюре и других, в украинских фамилиях наподобие Руденко и Бутенко, а также в сокращениях вроде эсер или эсдек под ударением обозначает [э] без смягчения предыдущего согласного, в первом предударном слоге — [ыэ], в остальных безударных слогах — [ъ];
- кроме того, согласно действующим правилам русского языка, букву Ё можно записывать как Е в тех случаях, когда это не искажает смысла и звучания слов.[5]

В белорусском языке смысл буквы в целом тот же, но из-за большей фонетичности письменности правила чтения проще: отсутствие смягчения предыдущей согласной невозможно (иначе там пишется не е, а э: шэсць, тэндэнцыя), в случае сильной редукции также используются другие буквы (Мяфодзій — Мефодий, шасці — шести).
В украинском языке соответствует русской букве Э (а эквивалент русской буквы Е изображается буквой Є).
В сербском языке всегда читается как [э], поскольку йотирование и смягчение в сербской письменности обозначаются явно, особыми буквами для мягких согласных («у посљедње вријеме» — «в последнее время»).
В болгарском языке, в отличие от русского, не смягчает предыдущую согласную и соответствует русской «э».

## Потомки буквы «Е»
От кириллической буквы Е в письменностях разных народов отпочковались: Ѥ (использовалось в старославянском, древнерусском, древнесербском и т. п.; в сербском изводе церковнославянского употреблялось до XVII века), Є (используется в церковнославянском, старом сербском, нынешнем украинском), Ё (в русском и белорусском); из глаголической формы заимствовано начертание Э (используется в русском и белорусском, раньше также в сербском и болгарском). Самостоятельной буквой в ближайшем будущем может оказаться начертание È, используемое в македонском языке для различения омонимов («Cè што ќе напишете може да се употреби против вас!» — «Всё, что напишете, может быть использовано (употребиться) против вас») и уже порой занимающее отдельную позицию в некоторых компьютерных шрифтах и кодировках.

## Таблица кодов
| Кодировка    | Регистр   | Десятич- ный код | 16-рич- ный код | Восьмерич- ный код | Двоичный код      |
| ------------ | --------- | ---------------- | --------------- | ------------------ | ----------------- |
| Юникод       | Прописная | 1045             | 0415            | 002025             | 00000100 00010101 |
| Юникод       | Строчная  | 1077             | 0435            | 002065             | 00000100 00110101 |
| ISO 8859-5   | Прописная | 181              | B5              | 265                | 10110101          |
| ISO 8859-5   | Строчная  | 213              | D5              | 325                | 11010101          |
| КОИ-8        | Прописная | 229              | E5              | 345                | 11100101          |
| КОИ-8        | Строчная  | 197              | C5              | 305                | 11000101          |
| Windows-1251 | Прописная | 197              | C5              | 305                | 11000101          |
| Windows-1251 | Строчная  | 229              | E5              | 345                | 11100101          |

В HTML прописную букву Е можно записать как &#1045; или &#x415;, а строчную е — как &#1077; или &#x435;.